# Fran Drescher
Francine Joy Drescher (născută la 30 septembrie 1957) este o actriță americană, cunoscută în special pentru rolul din The Nanny. Caracteristicile sale principale sunt râsul-mitralieră și vocea nazală (personajul Janice Litman din Friends o parodiază pe Fran).